# Bahnstrecke Ilva Mică–Floreni
| |                      |                      |                      |
| Kursbuchstrecke (CFR): | 502                  |                      |                      |
| Streckenlänge: | 63 km                |                      |                      |
| Spurweite: | 1435 mm (Normalspur) |                      |                      |
| Stromsystem: | 25 kV 50 Hz ~        |                      |                      |
| |                      |                      |                      |
| \| \| \| von Beclean \| \| \| \| 0,000 \| Ilva Mică \| Ilva Mică \| \| \| \| nach Rodna Veche \| \| \| \| 5,267 \| Leșu Ilvei \| Leșu Ilvei \| \| \| \| Ilva \| \| \| \| 12,750 \| Poiana Ilvei \| Poiana Ilvei \| \| \| \| Ilva \| \| \| \| \| Tunnel (ca. 300 m) \| \| \| \| \| Ilva \| \| \| \| 17,225 \| Măgura Ilvei \| Măgura Ilvei \| \| \| \| Ilva \| \| \| \| 24,514 \| Ilva Mare \| Ilva Mare \| \| \| \| Ilva \| \| \| \| 31,512 \| Lunca Ilvei \| Lunca Ilvei \| \| \| \| Tunnel (ca. 100 m) \| \| \| \| 37,311 \| Silhoasa \| Silhoasa \| \| \| \| Tunnel (ca. 200 m) \| \| \| \| \| Tunnel (ca. 200 m) \| \| \| \| \| Tunnel (ca. 200 m) \| \| \| \| \| Tunnel (ca. 200 m) \| \| \| \| \| Tunnel (ca. 1000 m) \| \| \| \| 44,378 \| Larion \| Larion \| \| \| \| Tunnel (ca. 100 m) \| \| \| \| \| Tunnel (ca. 100 m) \| \| \| \| 49,710 \| Grădinița \| Grădinița \| \| \| \| Cucureasa \| \| \| \| 57,752 \| Coșna \| Coșna \| \| \| \| von Prundu Bârgăului \| \| \| \| ~63 \| Floreni \| Floreni \| \| \| \| nach Vatra Dornei \| \| |                      |                      |                      |
| Strecke |                      | von Beclean          | von Beclean          |
| Bahnhof | 0,000                | Ilva Mică            | Ilva Mică            |
| Abzweig geradeaus und nach links |                      | nach Rodna Veche     | nach Rodna Veche     |
| Haltepunkt / Haltestelle | 5,267                | Leșu Ilvei           | Leșu Ilvei           |
| Brücke über Wasserlauf |                      | Ilva                 | Ilva                 |
| Haltepunkt / Haltestelle | 12,750               | Poiana Ilvei         | Poiana Ilvei         |
| Brücke über Wasserlauf |                      | Ilva                 | Ilva                 |
| Tunnel |                      | Tunnel (ca. 300 m)   | Tunnel (ca. 300 m)   |
| Brücke über Wasserlauf |                      | Ilva                 | Ilva                 |
| Haltepunkt / Haltestelle | 17,225               | Măgura Ilvei         | Măgura Ilvei         |
| Brücke über Wasserlauf |                      | Ilva                 | Ilva                 |
| Haltepunkt / Haltestelle | 24,514               | Ilva Mare            | Ilva Mare            |
| Brücke über Wasserlauf |                      | Ilva                 | Ilva                 |
| Bahnhof | 31,512               | Lunca Ilvei          | Lunca Ilvei          |
| Tunnel |                      | Tunnel (ca. 100 m)   | Tunnel (ca. 100 m)   |
| Haltepunkt / Haltestelle | 37,311               | Silhoasa             | Silhoasa             |
| Tunnel |                      | Tunnel (ca. 200 m)   | Tunnel (ca. 200 m)   |
| Tunnel |                      | Tunnel (ca. 200 m)   | Tunnel (ca. 200 m)   |
| Tunnel |                      | Tunnel (ca. 200 m)   | Tunnel (ca. 200 m)   |
| Tunnel |                      | Tunnel (ca. 200 m)   | Tunnel (ca. 200 m)   |
| Tunnel |                      | Tunnel (ca. 1000 m)  | Tunnel (ca. 1000 m)  |
| Haltepunkt / Haltestelle | 44,378               | Larion               | Larion               |
| Tunnel |                      | Tunnel (ca. 100 m)   | Tunnel (ca. 100 m)   |
| Tunnel |                      | Tunnel (ca. 100 m)   | Tunnel (ca. 100 m)   |
| Haltepunkt / Haltestelle | 49,710               | Grădinița            | Grădinița            |
| Brücke über Wasserlauf |                      | Cucureasa            | Cucureasa            |
| Haltepunkt / Haltestelle | 57,752               | Coșna                | Coșna                |
| Abzweig geradeaus und von rechts |                      | von Prundu Bârgăului | von Prundu Bârgăului |
| Bahnhof | ~63                  | Floreni              | Floreni              |
| Strecke |                      | nach Vatra Dornei    | nach Vatra Dornei    |

Die Bahnstrecke Ilva Mică–Floreni ist eine Hauptbahn in Rumänien. Sie verläuft vom Norden  Siebenbürgens durch das Bârgău-Gebirge – ein Teil der Ostkarpaten – in die Bukowina.

## Geschichte
Bereits am Ende des 19. Jahrhunderts (1898) wurde von den österreichisch-ungarischen Behörden eine Eisenbahnverbindung zwischen Ilva Mică im Norden Siebenbürgens und Dorna Vatra (heute Vatra Dornei) in der Bukowina geplant. Wegen finanzieller Probleme gelangte dieses Vorhaben jedoch zunächst nicht zur Ausführung.
Das Fehlen einer Verbindung zwischen Siebenbürgen und der Bukowina stellte die österreichisch-ungarische Armee nach Ausbruch des Ersten Weltkrieges vor große Probleme, weil russische Truppen durch die Besetzung Galiziens die Bukowina von allen Bahnverbindungen abschnitten. In der erforderlichen Eile ließen die österreichischen und ungarischen Behörden eine provisorische Bahnlinie von Prundu Bârgăului nach Dorna Watra ohne Tunnel und größere Brücken errichten. Diese wies extreme Steigungen von bis zu 8 % auf und konnte nur von speziellen Triebwagen und Waggons befahren werden.
Nach Kriegsende wurden sowohl Siebenbürgen als auch die Bukowina Teil Rumäniens. Die rumänischen Behörden übernahmen die provisorische Bahnstrecke und planten gleichzeitig die Errichtung einer leistungsfähigen Verbindung. Dafür griffen sie auf die österreichisch-ungarischen Pläne von 1898 zurück. Die Bauarbeiten begannen 1924, wurden aber 1929  unterbrochen, nachdem die rumänische Regierung ein Transitabkommen mit Polen getroffen hatte und keine erhöhte Priorität für das Projekt mehr sah. Strategische Überlegungen führten 1934 zur Wiederaufnahme der Bauarbeiten.
Zwei Jahre später war der Abschnitt von Ilva Mică nach Lunca Ilvei vollendet; er war technisch weniger anspruchsvoll und baute zum Teil auf der zu Beginn des 20. Jahrhunderts errichteten Kleinbahn auf. Auf dem Teilstück von Lunca Ilvei nach Floreni mussten neun Tunnel mit einer Gesamtlänge von 2,38 km und 191 Brücken mit einer Gesamtlänge von 1,51 km errichtet werden. Am 18. Dezember 1938 wurde der Verkehr aufgenommen.
Schon 1940 wurde die neu erbaute Bahnlinie für Rumänien weitgehend wertlos, als durch den Zweiten Wiener Schiedsspruch Nordsiebenbürgen an Ungarn abgetreten werden musste. 1944 erhielt Rumänien Siebenbürgen zurück.
Nach dem Zweiten Weltkrieg machte sich bei Leșu Ilvei auf einer Distanz von 3 km eine Streckenverlegung erforderlich.

## Aktuelle Situation
Die Linie ist neben der Bahnstrecke Sfântu Gheorghe–Siculeni–Adjud die einzige Verbindung zwischen dem Osten des Landes und Siebenbürgen und entsprechend bedeutsam für den Personen- und den Güterverkehr. Sie ist elektrifiziert und eingleisig. Derzeit (2009) verkehren pro Tag und Richtung etwa vier Nahverkehrszüge und sechs Eil- bzw. Schnellzüge.